# Bernice Pauahi Bishop

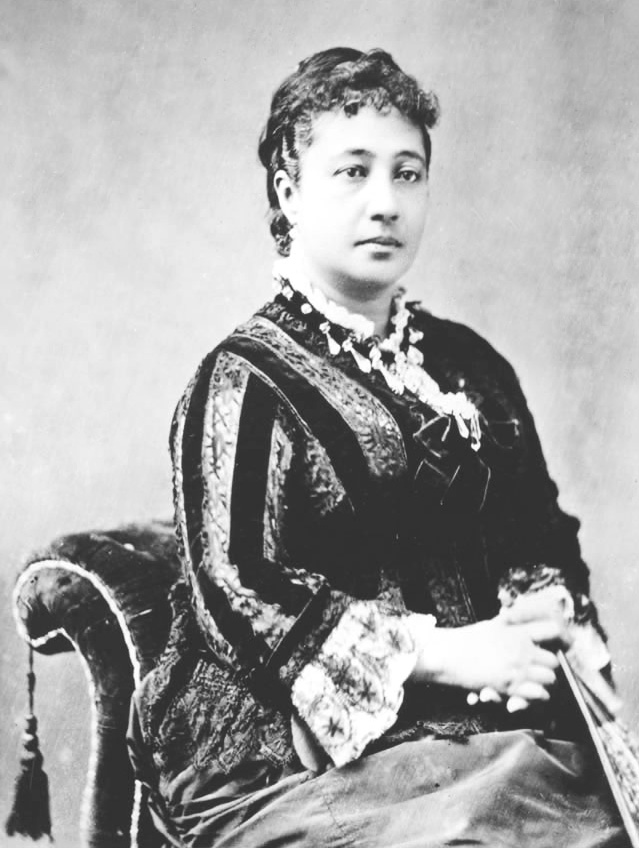
Bernice Pauahi Bishop

Bernice Pauahi Bishop, född 19 december 1831, död 16 oktober 1884, var en hawaiiansk kunglighet och filantrop.
Bishop var dotter till hövdingen Abner Kuhoʻoheiheipahu Pākī (c. 1808–1855) och prinsessan Laura Kōnia av Hawaii (c 1808–1857), dotterdotterdotter till kung Kamehameha I av Hawaii och adoptivdotter till drottning Kamehameha II.

## Biografi
Bernice Pauahi Bishop utbildades av amerikaner på hövdingskolan (också kallad Kungliga skolan) 1839–1846 och var intresserad av friluftsliv, särskilt simning och ridning, musik, blommor och västerländskt mode. Hon gifte sig den 4 maj 1850 med affärsmannen Charles Reed Bishop: familjen var emot äktenskapet, då de hade planerat att hon skulle gifta sig med sin adoptivbror, prins Lot Kapuāiwa.
Bernice Pauahi Bishop var den sista medlemmen av den gamla kungadynastin på Hawaii. År 1872 erbjöds hon tronen av kung Kamehameha V. Hon svarade : "Nej nej, inte jag; tänk inte på mig. Jag behöver det inte". Då kungen upprepade sitt erbjudande svarade hon: "Åh nej, tänk inte på mig. Det finns andra." Hennes skäl för att tacka nej är okänt. Därmed övergick tronen till en ny dynasti, Kalākaua. Hon hade inga barn.
Bernice Pauahi Bishop avled i cancer och donerade sin egendom till en fond som finansierar Kamehamehaskolorna på Hawaii, vilka grundades av hennes man efter hennes testamente för Hawaiis urinnevånare, som vid hennes död hade reducerats till 44 000 personer genom de sjukdomar som införts av de västerländska immigranterna: en skola för pojkar 1887 och en för flickor 1894. Maken grundade även Bernice P. Bishop Museum till hennes minne (1889).